# Encontrada

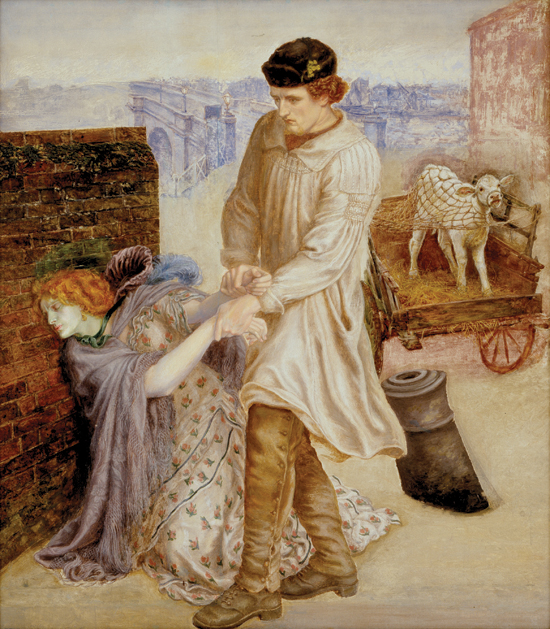
Encontrada (1865-1869, inacabado), Museo de Arte de Delaware.

Encontrada es una pintura al óleo inacabada de Dante Gabriel Rossetti, ahora en el Museo de Arte de Delaware. La pintura es el único óleo de Rossetti en tratar un tema moral contemporáneo, la prostitución urbana, y a pesar de que el trabajo quedó incompleto a la muerte de Rossetti en 1882, siempre lo consideró uno de sus trabajos más importantes, regresando a él muchas veces desde mediados de los años 1850 hasta el año antes de su muerte.

## Historia
A diferencia de la mayoría de los trabajos de Rossetti de los años 1850, los cuales eran dibujos a pequeña escala y acuarelas caracterizadas por el Renacimiento de lo medieval y un temprano revivalismo, Encontrada es el único intento de Rossetti en un tema contemporáneo, la prostitución, realizado al óleo.
La temprana industrialización había provocado en Inglaterra un gran éxodo rural hacia las ciudades, donde los trabajos precarios abocaban a muchas antiguas campesinas a la prostitución, la cual aumentó considerablemente. Rossetti había tratado el tema de la prostitución ya en 1847 en cartas a su amigo William Bell Scott, quien escribió el poema Rosabell en 1846 (más tarde conocido como Maryanne) sobre ello. La Puerta de la Memoria, un dibujo que Rossetti hizo c. 1854, muestra una escena de Rosabell donde una prostituta al anochecer está empezando su trabajo, y ve un grupo de jovencitas inocentes "todavía en juegos" bailando. El dibujo puede haber sido creado para ilustrar el poema en un libro, pero fue pintado más grande como acuarela en 1857, y después repintado en 1864. En 1870 Rossetti publicó un poema comprensivo sobre una prostituta, Jenny.

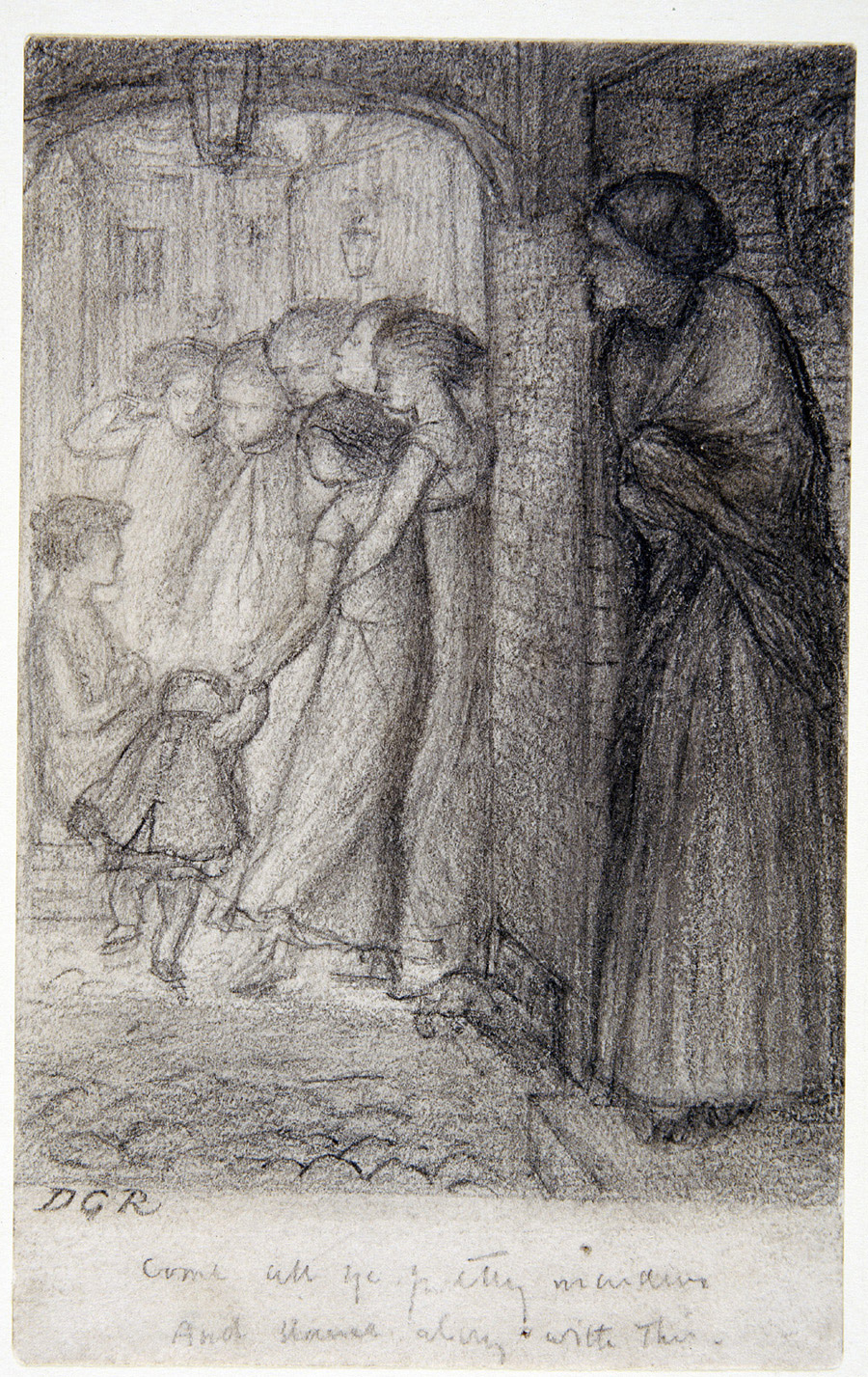
La Puerta de la Memoria, c. 1854

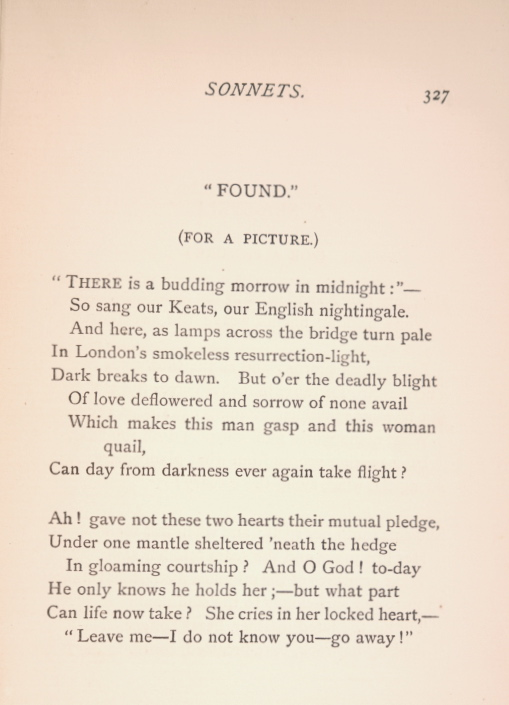

El 30 de septiembre de 1853 Rossetti escribió a su madre y hermana describiendo el tipo de pared, carreta y ternero que desea que ellas puedan encontrar como modelos de modo que pueda empezar la pintura. La versión inacabada de Carlisle consiste sólo en estos tres elementos, más la cabeza de Fanny Cornforth, aparentemente añadida más tarde. Ford Madox Brown anotó en su diario las dificultades de Rossetti al pintar el ternero en noviembre de 1854, " lo pinta como Alberto Durero (sic) pelo a pelo, y parece incapaz de cualquier amplitud ... Por falta de hábito veo que la naturaleza le molesta— pero es dulcemente dibujado y sentido."
El papel del ternero en la pintura es doble. Primero, explica por qué el labrador ha venido a la ciudad. Pero más importante, su situación como "animal inocente atrapado y en vías de ser vendido" es paralelo al de la mujer y plantea preguntas sobre la situación de esta: "La prostituta está rechazando la salvación o aceptándola; o está arrepentida pero incapaz de huir de su destino, como el ternero?"

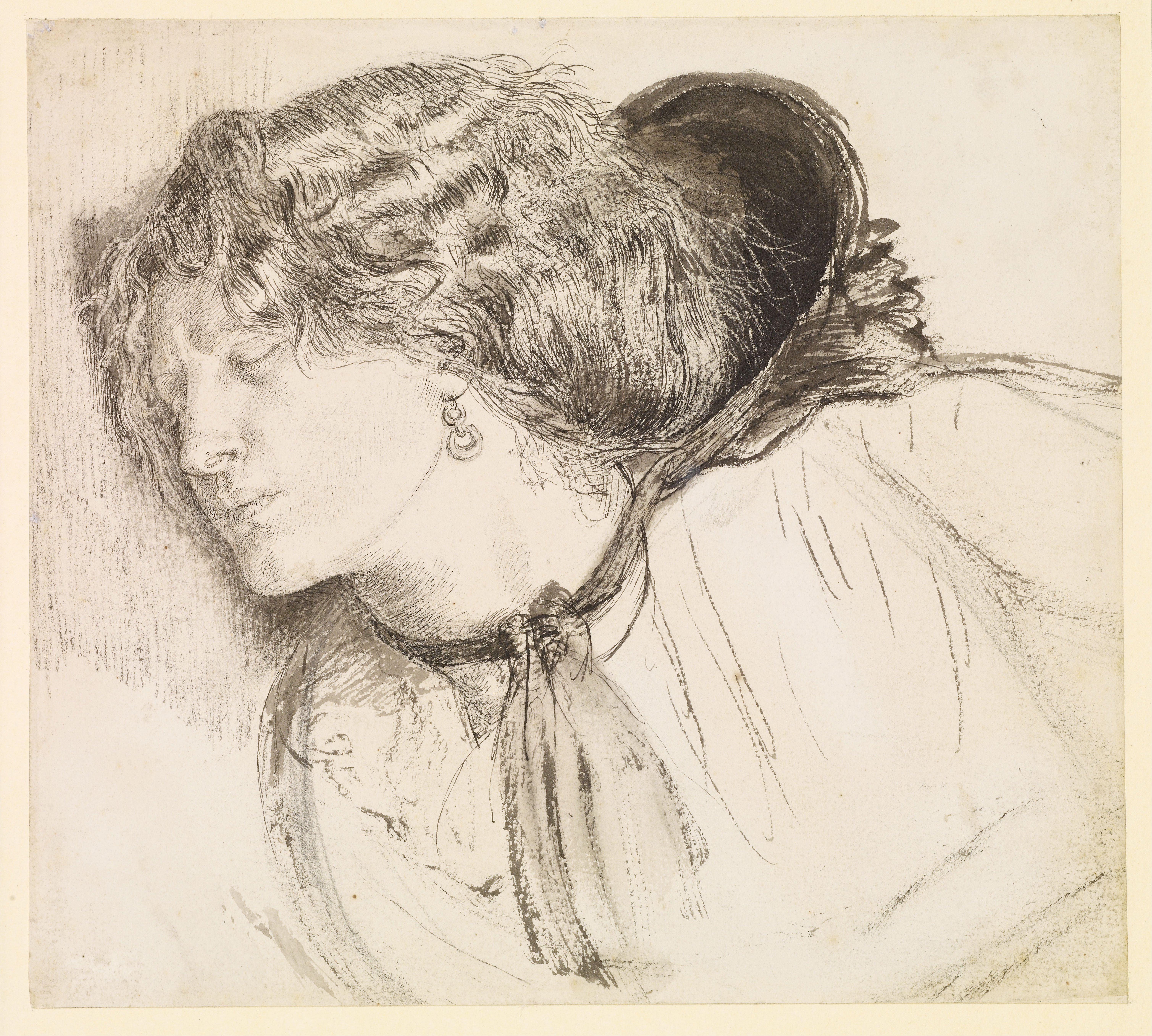
Estudio para la cabeza de la chica, 1858. Tinta sobre papel. Modelo: Fanny Cornforth. (Birmingham Museo y Galería de Arte)

El versículo de Jeremías 2:2 dice " Me acuerdo de ti; la bondad de tu juventud, el amor de tu desposorio." Y aparece en los primeros esbozos de la obra. Rossetti reemplazó la palabra "esponsales" en el versículo que encontró por "compromiso", que es una mejor traducción del sentido en el hebreo original.
En 1858, Rossetti conoció a Fanny Cornforth, quién pronto se convirtió en su amante. Ella más tarde describió como la invitó a su estudio y "puso mi cabeza contra la pared y la dibujó  para la cabeza del cuadro del ternero". Hizo varios dibujos a pluma y tinta por entonces de las cabezas de ambas figuras, hombre y mujer.
Una versión del óleo fue encargada en 1859 por James Leathart, y esta versión, con la cara de Fanny Cornforth, es la pintura que ahora se encuentra en el Museo de Arte de Delaware. Rossetti luchó con Encontrada, abandonando y regresando al cuadro intermitentemente hasta al menos 1881, y lo dejó inacabado a su muerte. Sus ayudantes Henry Treffry Dunn y Frederic Shield le ayudaron con la pintura, y Dunn y Edward Burne-Jones pudieron haber trabajado en ella  después de la muerte de Rossetti.
Rossetti publicó un poema, también titulado "Encontrada", como compañero de la pintura en 1881 en su volumen Baladas y Sonetos.

## Estudios

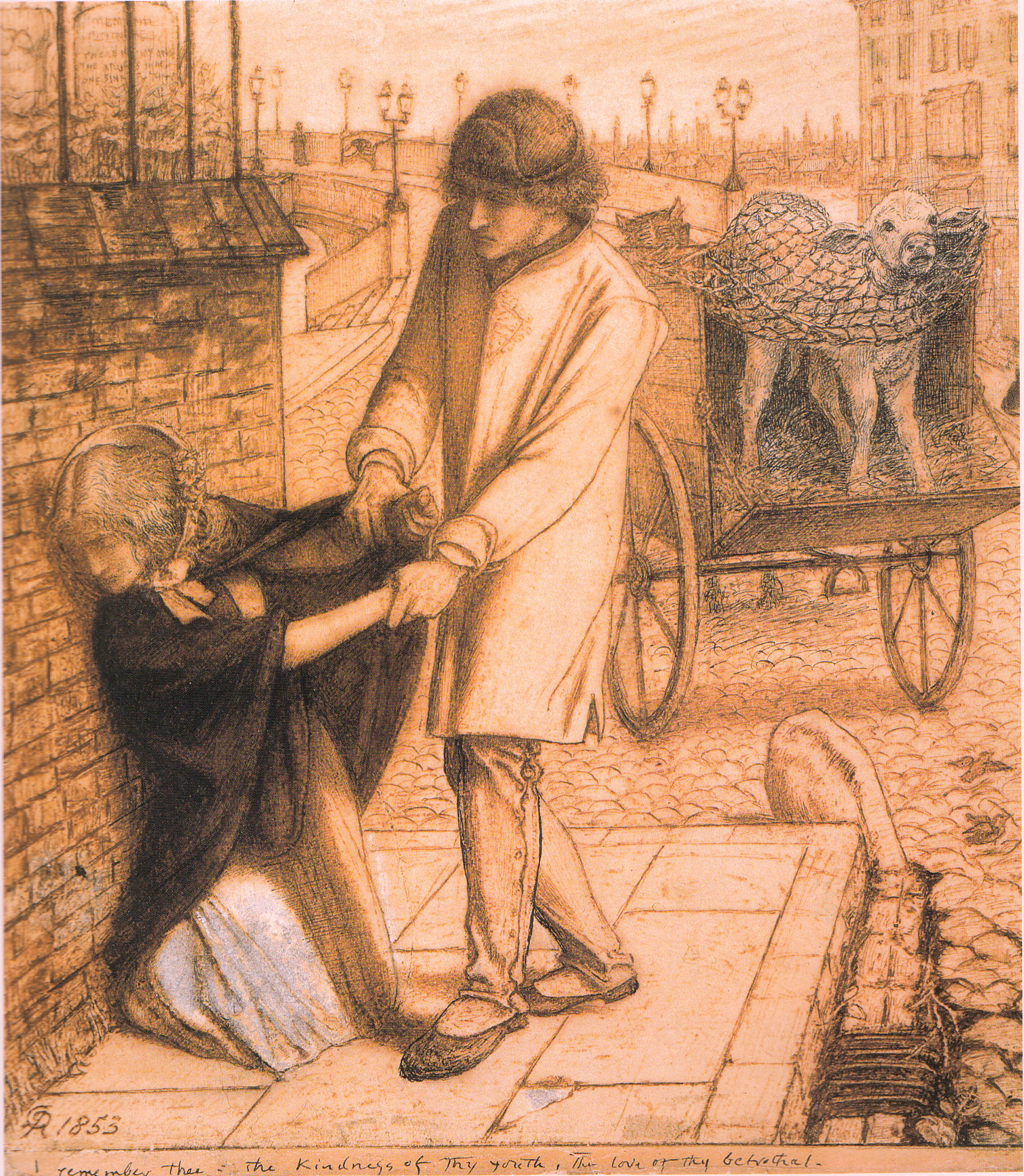
Estudio para Encontrada, datado en 1853. Tinta negra y marrón con blanco subrayado sobre papel. (Museo británico)

Numerosos estudios para Encontrada han sobrevivido. El más temprano puede ser el boceto a tinta negra y marrón ahora en el Museo británico, el cual está firmado y datado en 1853. El Museo y Galería de Arte de Birmingham conserva un boceto a pluma y tinta negra datado en 1854–55 así como un dibujo a pluma y tinta de la cabeza de la chica con Fanny Cornforth como modelo.

## Propiedad y exposiciones
La pintura fue inicialmente encargada por Francis McCracken pero la comisión fue descartada debido a la carencia de progresos en la pintura. Luego James Leathart, y después William Graham encargaron el trabajo. Graham sólo tomó posesión del trabajo inacabado después de la muerte de Rossetti y en 1886 vendió el cuadro, presumiblemente a Frederick Richards Leyland siendo vendido otra vez durante la venta de las propiedades de Leyland celebrada en Christie's el 28 de mayo de 1892.
Samuel Bancroft, el dueño de una fábrica textil de Wilmington, Delaware, compró la pintura en esa venta de propiedades. Compró al menos otras cuatro obras de Rossetti al mismo tiempo y más tarde llegó a acumular una de las colecciones más grandes de arte Prerrafaelita fuera del Reino Unido. Encontrada es considerado el cuadro más importante en la extensa colección de Bancroft y lo exhibía prominentemente detrás del escritorio en su casa. Los herederos de Bancroft donaron la colección en 1935 al Museo de Arte de Delaware en Wilmington.
La pintura fue exhibida en Londres en 1883, en una exposición conmemorativa de Rossetti, y otra vez en 1892. Después de la exposición en la Real Academia de 1883, Lewis Carroll anotó que el rostro del joven granjero al reconocer a su antigua enamorada mostraba una combinación "de dolor y piedad, condena y amor, que es una de las cosas más maravillosas que nunca he visto en una pintura."
Mientras la mansión de Bancroft se ampliaba para albergar nuevas pinturas a finales de 1892, Encontrada fue exhibida en la cercana Filadelfia en la Academia de Pensilvania de las Bellas artes y en Nueva York en el Century Club.
También ha sido exhibida en Londres y Birmingham (1973), New Haven (1976), Richmond, Virginia (1982), y en Londres, Liverpool, Moscú (2013) y Ámsterdam (2003).